# Готфрид I (вице-герцог Нижней Лотарингии)
Годфрид (Жоффруа) I (фр. Godefroy, фр. Gottfried; ок. 925/935 — 5 августа 964) — граф Эно (Геннегау) с 958, вице-герцог Нижней Лотарингии с 959.

## Биография
Точное происхождение Готфрида в документах не упоминается. Согласно исследованиям историка Эдуарда Главички, Готфрид происходил из знатного рода Матфридингов и был сыном пфальцграфа Лотарингии Готфрида и Ирментруды, дочери короля Западно-Франкского королевства Карла III Простоватого.
Готфрид был воспитанником архиепископа Кёльна и герцога Лотарингии Бруно Великого, младшего брата императора Оттона I. Соединив в своих руках светскую и церковную власть в Лотарингии, Бруно старался усмирить лотарингскую знать, которая периодически восставала. В 958 году граф Эно Ренье III, происходивший из знатного рода Регинаридов, после очередного восстания был захвачен в плен Бруно и выдан Оттону I, который выслал его на границу Чехии, где он и умер, а его владения были конфискованы. В июне того же года император Оттон передал управление графством Эно Готфриду.
В 959 году вспыхнул новый крупный мятеж лотарингской знати, недовольной политикой Бруно, приказавшего разрушать замки сеньоров, промышлявших разбоем, а также обложивший знать крупным налогом. Мятеж возглавил бывший советник Бруно Иммон, сеньор Шевремона. Для подавления мятежа и для сдерживания лотарингцев на будущее, Бруно разделил герцогство на две части: Верхнюю Лотарингию (L. Mosellana) и Нижнюю Лотарингию (L. Mosana). Области Трира, Меца, Туля и Вердена находились в непосредственной зависимости от императора. Во главе каждого герцогства Бруно поставил заместителя с титулом «вице-герцог». Вице-герцогом Верхней Лотарингии стал граф Бара и Меца Фридрих (Ферри) I (ок.942 — 984), женатый на дочери Гуго Великого, племяннице Бруно. Герцогом Нижней Лотарингии стал граф Готфрид.
В 963 году император Оттон отправился в Италию. В начале июля 964 года он покинул Рим и отправился на север страны, но внезапно в армии разразилась эпидемия. В числе умерших от неё оказался и Готфрид. По мнению Главички Готфрид умер 8 августа. После его смерти Эно было разделено на 2 части: графство Монс и маркграфство Валансьен.

## Брак и дети
Жена: Альпаиса. Дети:
- Годфруа (ум. до 981)
- Арно (ум. 22 октября 1002/1010), родоначальник сеньоров де Флоренн

После смерти Готфрида его вдова вышла замуж вторично — за Элберта (ум. 28 марта 977), сеньора де Флоренн.